# Rafał Boguski
Rafał Boguski (ur. 9 czerwca 1984 w Ostrołęce) – polski piłkarz, występujący na pozycji napastnika lub pomocnika.

## Kariera klubowa

### ŁKS Łomża
Boguski jest wychowankiem klubu ŁKS Łomża, w którym grał od poziomu juniora do 2006 roku. W pierwszej drużynie ŁKS-u debiutował w wieku 16 lat. W sezonie 2002/2003 zdobył 7 bramek dla ŁKS-u w spotkaniu z Promieniem Mońki, z czego 6 z nich zdobył między 50 a 73 minutą meczu. W sezonie 2003/2004 awansował z ŁKS-em Łomża do III ligi i został królem strzelców z 19 bramkami na koncie.

### Wisła Kraków

#### Początki w Wiśle
17 sierpnia 2005 roku podpisał kontrakt z Wisłą Kraków, do której został ściągnięty przez trenera Jerzego Engela. Do końca sezonu miał nadal grać w poprzednim klubie na zasadzie wypożyczenia. W grudniu 2005 roku ówczesny trener Wisły Dan Petrescu zdecydował o skróceniu wypożyczenia Boguskiego i zawodnik został włączony kadry do pierwszego zespołu Wisły. W Ekstraklasie Boguski zadebiutował 1 kwietnia 2006 roku w meczu z Polonią Warszawa – na boisku pojawił się w 86 minucie meczu, zmieniając Pawła Brożka. W sezonie 2005/2006 zagrał jeszcze w meczu ostatniej kolejki sezonu z Legią Warszawa.

#### Wypożyczenie do GKS Bełchatów
19 lipca 2006 roku Rafał Boguski został wypożyczony na okres pół roku do BOT GKS-u Bełchatów. Tam początkowo miał problemy z przebiciem się do podstawowego składu, jednak trener Orest Lenczyk, widząc w piłkarzu duży potencjał, zdecydował się na przedłużenie wypożyczenia zawodnika Wisły na kolejny rok. W rundzie wiosennej sezonu 2006/2007 Boguski był już podstawowym graczem GKS-u, występował najczęściej na lewym skrzydle i dużym stopniu przyczynił się do zdobycia wicemistrzostwa Polski przez bełchatowski zespół.

#### Powrót do Wisły Kraków
Dobre występy Boguskiego zauważył nowy trener krakowskiej Wisły Maciej Skorża, który zadecydował o powrocie zawodnika do Wisły. Nie chcieli się na to zgodzić prezesi GKS-u, również sam zawodnik wolał zostać w Bełchatowie jeszcze przez pół roku. Jednak zgodnie z umową, jaką podpisały oba kluby, Wisła miała prawo skrócić wypożyczenie piłkarza i tak też uczyniła.
W sezonie 2007/2008 Boguski był podstawowym zawodnikiem krakowskiego zespołu i zdobył z nią mistrzostwo Polski. Dobre występy zaowocowały powołaniem do reprezentacji Polski przez trenera Leo Beenhakkera. 
Od sezonu 2018/2019 został pierwszym kapitanem zespołu, a po powrocie Jakuba Błaszczykowskiego został przemianowany na pierwszego wicekapitana.
14 września 2019, w wyjazdowym meczu 8. kolejki Ekstraklasy sezonu 2019/2020 z Koroną Kielce, otrzymał pierwszą w swojej karierze czerwoną kartkę.

## Kariera reprezentacyjna
Rafał Boguski zadebiutował w reprezentacji Polski 15 grudnia 2007 roku w meczu z Bośnią i Hercegowiną, zastępując w 47 minucie Szymona Pawłowskiego. Pierwszego gola zdobył niemal dokładnie rok później – 14 grudnia 2008 roku, w wygranym przez Polaków meczu z reprezentacją Serbii. 7 lutego 2009 roku, w towarzyskim spotkaniu z reprezentacją Litwy, zaliczył asystę przy bramce Pawła Brożka. 1 kwietnia 2009 roku zaliczył dwa trafienia w meczu eliminacji Mistrzostw Świata 2010 przeciwko reprezentacji San Marino. Bramka na 1:0, którą Boguski zdobył w 23. sekundzie meczu, jest najszybciej zdobytym golem w historii polskiej reprezentacji.

### Bramki w reprezentacji
| #  | Data            | Gdzie           | Przeciwnik | Bramka | Rezultat | Rozgrywki                         |
| -- | --------------- | --------------- | ---------- | ------ | -------- | --------------------------------- |
| 1. | 14 grudnia 2008 | Antalya, Turcja | Serbia     | 1:0    | 1:0      | Towarzyski                        |
| 2. | 1 kwietnia 2009 | Kielce, Polska  | San Marino | 1:0    | 10:0     | Eliminacje Mistrzostw Świata 2010 |
| 3. | 1 kwietnia 2009 | Kielce, Polska  | San Marino | 3:0    | 10:0     | Eliminacje Mistrzostw Świata 2010 |

## Statystyki

### Klubowe
(stan na 30 marca 2020)
| Klub                 | Sezon              | Liga               | Liga  | Liga   | Puchary krajowe | Puchary krajowe | Puchary europejskie | Puchary europejskie | Suma  | Suma   |
| Klub                 | Sezon              | Liga               | Mecze | Bramki | Mecze           | Bramki          | Mecze               | Bramki              | Mecze | Bramki |
| -------------------- | ------------------ | ------------------ | ----- | ------ | --------------- | --------------- | ------------------- | ------------------- | ----- | ------ |
| ŁKS Łomża            | 2000-2001          | IV Liga            | 16    | 6      | ?               | ?               | –                   | –                   | 16    | 6      |
| ŁKS Łomża            | 2001-2002          | IV Liga            | 25    | 6      | ?               | ?               | –                   | –                   | 25    | 6      |
| ŁKS Łomża            | 2002-2003          | IV Liga            | 26    | 19     | 3               | 4               | –                   | –                   | 29    | 23     |
| ŁKS Łomża            | 2003-2004          | IV Liga            | 22    | 19     | ?               | ?               | –                   | –                   | 22    | 19     |
| ŁKS Łomża            | 2004-2005          | III Liga           | 29    | 11     | ?               | ?               | –                   | –                   | 29    | 11     |
| ŁKS Łomża (wyp.)     | 2005-2006 (j)      | III Liga           | 14    | 8      | 0               | 0               | –                   | –                   | 14    | 8      |
| Suma                 | ŁKS Łomża          | ŁKS Łomża          | 132   | 69     | 3               | 4               | –                   | –                   | 135   | 73     |
| Wisła Kraków         | 2005-2006 (w)      | Ekstraklasa        | 2     | 0      | 0               | 0               | –                   | –                   | 2     | 0      |
| GKS Bełchatów (wyp.) | 2006-2007          | Ekstraklasa        | 20    | 4      | 7               | 2               | –                   | –                   | 27    | 6      |
| Wisła Kraków         | 2007-2008          | Ekstraklasa        | 27    | 3      | 12              | 1               | –                   | –                   | 39    | 4      |
| Wisła Kraków         | 2008-2009          | Ekstraklasa        | 25    | 9      | 4               | 0               | 6                   | 0                   | 35    | 9      |
| Wisła Kraków         | 2009-2010          | Ekstraklasa        | 18    | 5      | 2               | 0               | 0                   | 0                   | 20    | 5      |
| Wisła Kraków         | 2010–2011          | Ekstraklasa        | 8     | 1      | 1               | 0               | 4                   | 2                   | 13    | 3      |
| Wisła Kraków         | 2011-2012          | Ekstraklasa        | 6     | 1      | 1               | 0               | 2                   | 0                   | 9     | 1      |
| Wisła Kraków         | 2012-2013          | Ekstraklasa        | 26    | 3      | 6               | 4               | –                   | –                   | 32    | 7      |
| Wisła Kraków         | 2013-2014          | Ekstraklasa        | 21    | 1      | 0               | 0               | –                   | –                   | 21    | 1      |
| Wisła Kraków         | 2014-2015          | Ekstraklasa        | 36    | 5      | 0               | 0               | –                   | –                   | 19    | 3      |
| Wisła Kraków         | 2015-2016          | Ekstraklasa        | 36    | 9      | 1               | 0               | –                   | –                   | 37    | 9      |
| Wisła Kraków         | 2016-2017          | Ekstraklasa        | 36    | 12     | 4               | 1               | –                   | –                   | 40    | 13     |
| Wisła Kraków         | 2017-2018          | Ekstraklasa        | 30    | 4      | 2               | 0               | –                   | –                   | 32    | 4      |
| Wisła Kraków         | 2018-2019          | Ekstraklasa        | 27    | 2      | 1               | 0               | –                   | –                   | 28    | 2      |
| Wisła Kraków         | 2019/2020          | Ekstraklasa        | 17    | 0      | 1               | 0               | –                   | –                   | 18    | 0      |
| Suma                 | Wisła Kraków       | Wisła Kraków       | 215   | 55     | 35              | 6               | 12                  | 2                   | 352   | 63     |
| Ogólnie w karierze   | Ogólnie w karierze | Ogólnie w karierze | 457   | 128    | 45              | 12              | 12                  | 2                   | 514   | 142    |

### Reprezentacyjne
| Mecze i gole w reprezentacji | Mecze i gole w reprezentacji | Mecze i gole w reprezentacji | Mecze i gole w reprezentacji | Mecze i gole w reprezentacji | Mecze i gole w reprezentacji | Mecze i gole w reprezentacji         | Mecze i gole w reprezentacji             |
| #                            | Data                         | Miasto                       | Przeciwnik                   | Gol                          | Wynik                        | Rozgrywki                            | Uwagi                                    |
| ---------------------------- | ---------------------------- | ---------------------------- | ---------------------------- | ---------------------------- | ---------------------------- | ------------------------------------ | ---------------------------------------- |
| 1.                           | 15.12.2007                   | Kundu                        | Bośnia i Hercegowina         |                              | 1:0                          | towarzyski, (nieuznawany przez FIFA) | zmienił Szymona Pawłowskiego             |
| 2.                           | 19.11.2008                   | Dublin                       | Irlandia                     |                              | 3:2                          | towarzyski                           | zmieniony przez Sławomira Peszko         |
| 3.                           | 14.12.2008                   | Antalya                      | Serbia                       | Gol                          | 1:0                          | towarzyski                           | zmieniony przez Michała Zielińskiego     |
| 4.                           | 07.02.2009                   | Vila Real de Santo António   | Litwa                        |                              | 1:1                          | towarzyski                           | zmieniony przez Wojciecha Łobodzińskiego |
| 5.                           | 11.02.2009                   | Vila Real de Santo António   | Walia                        |                              | 1:0                          | towarzyski                           | zmieniony przez Rogera Guerreiro         |
| 6.                           | 01.04.2009                   | Kielce                       | San Marino                   | Gol · Gol                    | 10:0                         | Eliminacje Mistrzostw Świata 2010    | zmieniony przez Marka Saganowskiego      |

## Osiągnięcia

### Klubowe

#### ŁKS Łomża
- III liga: 2003/2004

#### Wisła Kraków
- Mistrz Polski: 2007/2008, 2008/2009, 2010/2011
- Wicemistrz Polski: 2009/2010
- Finalista Pucharu Polski: 2007/2008

#### GKS Bełchatów
Wicemistrz Polski 2006/2007
Finalista Pucharu Ekstraklasy 2006/2007
Finalista Superpucharu Polski 2006/2007

### Indywidualne
- III liga, król strzelców: 2003/2004
- Najszybciej zdobyta bramka w historii Reprezentacji Polski: 23 sekunda gry[14][19]